# 史檔
史檔是一個以分享不同地區歷史文化為主題的香港臉書專頁，建立於2014年7月14日，其管理者是跟前香港特首梁振英關係密切的香港齊心基金會轄下互聯網平台《圈傳媒》旗下「史檔工作室」的「阿史」，著有《史檔-區區有故講》及《史檔-區區有故講2之大灣區篇》。

## 背景
史檔專頁曾在2018年2月的招聘廣告中透露它是《圈傳媒》旗下臉書專頁，而《圈傳媒》與以討論時事和社會議題為主的香港建制派網站《港人講地》一樣，都是由立場親梁振英的「齊心基金會」經營，另外，《圈傳媒》的董事張瑞蓮亦是《港人講地》的總編輯。

## 宣傳活動
2017年7月，「阿史」推出書籍《史檔-區區有故講》，以其臉書專頁介紹香港各區歷史故事的專欄「區區有故講」的文章集結成書。
2018年7月，該專頁推出《史檔-區區有故講2之大灣區篇》，又舉辦新書分享會，該分享會由《圈傳媒》旗下「史檔工作室」主辦，由「青識教育基金會」支持，又禁止《蘋果日報》等傳媒採訪，以及邀請梁振英和前人大代表劉佩瓊出席，前者在會上宣傳大灣區，後者在會上批評諾貝爾和平獎得獎者劉曉波。據中國官方媒體新華社記者報導，在第二十九屆香港書展中，有關大灣區主題的書籍和活動在書展中「嶄露頭角，大受歡迎」，文中亦提及了史檔新書發佈會的新書。